# چهار کتاب و پنج کلاسیک
چهار کتاب و پنج کلاسیک (به انگلیسی: The Four Books and the Five Classics) کتاب‌های معتبر و مهم مرتبط با آیین کنفوسیوس هستند که ۳۰۰ سال قبل از میلاد نوشته شده‌اند. اعتقاد بر این است که توسط کنفوسیوس یا یکی از شاگردانش نوشته، ویرایش یا تفسیر شده باشند. این آثار با شروع سلسله هان، به هسته آثار کلاسیک چینی تبدیل شدند، و دانش‌آموزان در سیستم آزمون امپراتوری (امتحانات خدمات کشوری) با آن‌ها آزمایش می‌شدند.

## چهار کتاب
چهار کتاب متون کلاسیک چینی هستند که ارزش‌های بنیادی و نظام‌های اعتقادی در آیین کنفوسیوس را نشان می‌دهند. چهار کتاب توسط چو هسی در سلسله سونگ انتخاب شدند تا به‌عنوان مقدمه‌ای کلی در خدمت تفکر کنفوسیوس باشند، و در سلسله‌های مینگ و چینگ هسته اصلی برنامه درسی رسمی برای امتحانات خدمات کشوری بودند. اطلاعات بیش‌تر درباره چهار کتاب به شرح زیر است:

### فهرست
1. آموزش کبیر (انگلیسی: Great Learning): این کتاب دربردارنده متن کوتاهی است که توسط خود کنفسیوس نوشته شده و در ادامه آن نه بخش در تفسیر کلام کنفسیوس آورده شده که عمدتاً این تفسیر را به زنگ زی، شاگرد کنفسیوس، نسبت می‌دهند. اهمیت آن با پیش‌گفتار زنگ‌زی نشان داده می‌شود که یک دروازه یادگیری است. این اثر مهم است زیرا بسیاری از مضامین فلسفه و تفکر سیاسی چین را بیان می‌کند، بنابراین در تفکر کلاسیک و مدرن چینی بسیار تأثیرگذار بوده‌است.
2. مکتب اعتدال (انگلیسی: Doctrine of the Mean): فصل دیگری از کتاب مناسک لی‌چی, منسوب بهکئونگ چی نوه کنفوسیوس است. هدف این کتاب کوچک ۳۳ فصلی نشان دادن سودمندی یک راه طلایی برای به‌دست آوردن فضیلت کامل است، و بر تائو تمرکز دارد؛ که توسط یک فرمان آسمانی نه تنها برای حاکم بلکه برای سایر مردم عادی هم تعیین شده‌است.
3. منتخبات کنفوسیوس (انگلیسی: Analects): مجموعه‌ای است از سخنرانی‌های کنفوسیوس و شاگردانش و همچنین بحث‌هایی که آن‌ها انجام داده‌اند. از زمان کنفوسیوس، منتخبات به‌شدت بر فلسفه و ارزش‌های اخلاقی چین و بعدها دیگر کشورهای آسیای شرقی تأثیر گذاشته‌اند. آزمون امپراتوری، که در سلسله سوئی آغاز شد و در نهایت با تأسیس جمهوری چین منسوخ شد، بر مطالعات کنفوسیوس تأکید داشت و از نامزدها انتظار داشت که کلمات کنفوسیوس را در مقالات خود نقل و به کار ببرند.
4. منسیوس (انگلیسی: Mencius): مجموعه‌ای از گفتگوهای منسیوس با پادشاهان زمان خود است. برخلاف گفته‌های کنفوسیوس که کوتاه و مستقل هستند، منسیوس از دیالوگ‌های بلند با نثر طولانی تشکیل شده‌است.

## پنج کلاسیک
پنج کلاسیک، پنج کتاب چینی ماقبل کین هستند که بخشی از قانون سنتی کنفوسیوس را تشکیل می‌دهند. بسیاری از متون قبلاً در دوره ایالت‌های جنگ‌طلب برجسته بودند. منسیوس، محقق برجسته کنفوسیوس آن زمان، سالنامه‌های بهار و پاییز را به همان اندازه وقایع‌نگاری‌های نیمه‌افسانه‌ای دوره‌های پیشین مهم می‌دانست. در طول دودمان هان، که کنفوسیوسیسم را به‌عنوان ایدئولوژی رسمی خود پذیرفت، این متون بخشی از برنامه درسی تحت حمایت دولت شدند. در این دوره بود که متون برای اولین بار با هم به‌عنوان یک مجموعه در نظر گرفته شدند و در مجموع پنج کلاسیک نامیده شدند.

### فهرست
1. شی چینگ: مجموعه‌ای از ۳۰۵ شعر تقسیم‌شده به ۱۶۰ آهنگ محلی، ۱۰۵ آهنگ جشن که در مراسم دربار خوانده می‌شود، و ۴۰ سرود و مداحی که برای قربانیان، قهرمانان و ارواح اجدادی خانه سلطنتی خوانده می‌شود.
2. شوچینگ: مجموعه‌ای از اسناد و سخنرانی‌هایی که گفته می‌شود توسط حاکمان و مقامات اوایل دوره ژو و قبل از آن نوشته شده‌است. احتمالاً قدیمی‌ترین روایت چینی است و ممکن است به قرن ششم قبل از میلاد برگردد. شامل نمونه‌هایی از نثر اولیه چینی است.
3. لی‌چی: مناسک باستانی، اشکال اجتماعی و مراسم دربار را توصیف می‌کند. نسخه‌ای که امروزه مورد مطالعه قرار می‌گیرد، نسخه‌ای دوباره کارشده است که توسط محققان در قرن سوم پیش از میلاد گردآوری شده‌است، تا متن اصلی که گفته می‌شود توسط خود کنفوسیوس ویرایش شده‌است.
4. یی‌چینگ: این کتاب حاوی یک سیستم پیش‌گویی قابل مقایسه با رمل غربی یا سیستم «ایفای» غرب آفریقا است. در فرهنگ‌های غربی و آسیای شرقی مدرن، هنوز هم برای این منظور استفاده می‌شود.
5. سالنامه‌های بهار و پاییز: گزارشی تاریخی از ایالت لو، ایالت بومی کنفوسیوس، مربوط به ۷۲۲–۴۸۱ قبل از میلاد که توسط کنفوسیوس نوشته شده‌است.

کلاسیک موسیقی گاهی به‌عنوان ششمین کلاسیک در نظر گرفته می‌شود اما گم شد.
تا هان غربی، نویسندگان معمولاً کلاسیک‌ها را به ترتیب اشعار، اسناد، آیین، تغییر، بهار و پاییز فهرست می‌کنند. با این حال، از هان شرقی، ترتیب پیش‌فرض در عوض به تغییرات، اسناد، شعرها، آیین‌ها، بهار و پاییز تبدیل شد.
نویسندگان و ویراستاران دوره‌های بعد نیز اصطلاحات «کتاب» و «کلاسیک» را به خود اختصاص داده‌اند و آن‌ها را در مجموعه‌هایی به‌کار می‌برند که بر موضوعی کاملاً کم‌رنگ متمرکز شده‌اند. برای مثال می‌توان به کتاب کلاسیک فاحشه (Piaojing) و کتاب جدید ژانگ ینگیو برای خنثی کردن کلاهبرداری‌ها (دوپیان شینشو، حدوداً ۱۶۱۷) اشاره کرد که به‌صورت عامیانه با عنوان کتاب کلاهبرداری‌ها یا کلاسیک کلاهبرداری‌ها شناخته می‌شود.

## نویسندگی
تصور می‌شد که کنفوسیوس خود متون پنج کلاسیک را گردآوری یا ویرایش کرده‌است. محقق یائو شینژونگ می‌گوید که باور کنیم کلاسیک‌های کنفوسیوس در دستان کنفوسیوس شکل گرفته‌اند، اما «هیچ چیز را نمی‌توان در مورد نسخه‌های اولیه کلاسیک بدیهی انگاشت». یائو ادامه می‌دهد، از زمان سلسله هان غربی، اکثر دانشمندان کنفوسیوس معتقد بودند که کنفوسیوس آثار قبلی را دوباره جمع‌آوری و ویرایش کرد، و بدین ترتیب نسخه‌های نوشته‌های باستانی را که به کلاسیک تبدیل شدند، «تثبیت» کرد. سنت کنفوسیوس معتقد است که مجموعه شیجینگ توسط کنفوسیوس از مجموعه‌ای از ۳۰۰۰ قطعه به شکل سنتی ۳۰۵ قطعه ویرایش شده‌است. در قرن بیستم، بسیاری از دانشمندان چینی هم‌چنان به این سنت پایبند بودند. شیونگ شیلی، محقق کنفوسیوسیسم جدید (۱۸۸۵–۱۹۶۸)، معتقد بود که شش کلاسیک نسخه‌های نهایی هستند که کنفوسیوس در دوران پیری خود آن را اصلاح کرد. سایر علما نظرات متفاوتی داشتند و دارند. متون قدیم بر نسخه‌های یافت‌شده در سلسله هان تکیه می‌کردند که ظاهراً از سوزاندن کتاب‌های سلسله کین جان سالم به‌در بردند، اما بسیاری از آن متون معتقد بودند که این آثار توسط کنفوسیوس ویرایش نشده‌اند، بلکه مستقیماً از سلسله ژو باقی مانده‌اند.
به دلایل مختلف، که عمدتاً مربوط به مطالعات متنی مدرن است، تعداد بیش‌تری از محققان قرن بیستم چه در چین و چه در کشورهای دیگر معتقدند که کنفوسیوس هیچ ارتباطی با ویرایش آثار کلاسیک نداشته‌است. یائو شینژونگ گزارش می‌دهد که هنوز سایر محققان دیدگاه «عمل‌گرایانه» دارند که تاریخ کلاسیک‌ها طولانی است و کنفوسیوس و پیروانش، اگرچه قصد ایجاد سیستم کلاسیک را نداشتند، اما «در شکل‌گیری آن‌ها سهیم بودند». در هر صورت، بدون شک در بیش‌تر ۲۰۰۰ سال گذشته، اعتقاد بر این بود که کنفوسیوس این آثار کلاسیک را نوشته یا ویرایش کرده‌است.
مهم‌ترین وقایع در کارنامه متنی این کلاسیک‌ها پذیرش کنفوسیوس به‌عنوان ارتدوکس دولتی در سلسله هان بود، که به حفظ آن‌ها انجامید و رنسانس کنفوسیوسیسم در سلسله سونگ که منجر به پایه‌گذاری آن‌ها شد. ارتدکس کنفوسیوس در نظام امتحانات امپراتوری در سلسله‌های بعدی حکیم نوکنفوسیوس چو هسی (۱۱۳۰–۱۲۰۰) متون چهار کتاب را اصلاح کرد و تفسیرهایی نوشت که تفاسیر جدید آن‌ها به‌عنوان تفسیرهای خود کنفوسیوس پذیرفته شد.

## میراث
در زمان سلطنت امپراتور وو هان، پنج کلاسیک و چهار کتاب اساس نظام امتحانات امپراتوری شدند.